# Серійне виробництво
Серійне виробництво — тип організації промислового виробництва, що характеризується одночасним виготовленням на підприємстві широкої номенклатури однорідної продукції, випуск якої повторюється протягом тривалого часу, і широкою спеціалізацією робочих місць.

## Загальна характеристика
Найбільше поширення серійне виробництво має в машинобудуванні і металообробці. Випуск продукції здійснюється стосовно виробів серіями, а по відношенню до деталей — партіями. Виготовлення серій виробів одного типорозміру зазвичай повторюється через регулярні проміжки часу. При повторних запусках серій машин часто вносяться зміни в конструкторську і технологічну підготовку виробництва, організацію робочих місць, підвищується кваліфікація робітників. Серійне виробництво дозволяє уніфікувати конструкції деталей, виробів, добиватися типізації технологічних процесів і оснащення.
На робочих місцях серійного виробництва виконуються операції над обмеженою номенклатурою деталей, які обробляються періодично партіями. Застосовується універсальне та спеціальне устаткування, що розміщується як технологічними групами, так і за предметним принципом. Кваліфікація робітників у цілому може бути середньою, за винятком тих висококваліфікованих спеціалістів, які працюватимуть на машинах з ЧПК та на гнучких автоматизованих лініях.
Залежно від широти номенклатури, величини партій, періодичності їхньої обробки серійне виробництво поділяється на
- дрібносерійне;
- середньосерійне;
- великосерійне.

При великосерійному виробництві продукція виготовляється безперервно великим обсягом протягом періоду, що перевершує, як правило, рік. Підприємство спеціалізується на випуску повністю відпрацьованих видів продукції або окремих вузлів і деталей. Цехи підприємства спеціалізуються за наочною ознакою, а робочі місця — за однорідними операціями. На такому виробництві широко використовуються спеціалізоване устаткування, потокові лінії і засоби автоматизації (конвеєри, живильники тощо). Великосерійне виробництво дозволяє організувати на науковій основі всі підготовчі операції, виділяючи їх в самостійний етап. До групи підготовчих операцій відносяться конструювання виробу, його окремих деталей, розроблення нових технологічних процесів, виготовлення інструменту і пристосувань. Великосерійне виробництво за своїм характером наближається до масового виробництва.
На робочих місцях великосерійного виробництв вироби обробляються великими партіями, устаткування спеціалізоване.
При середньосерійному виробництві спеціалізація обмежується вужчою номенклатурою, а виробничі лінії і цехи мають наочну і технологічну спеціалізацію. Підготовка виробництва, як правило, також виділяється з основного виробничого процесу. До середньосерійного виробництва відносяться, наприклад, верстатобудування і виробництво двигунів, багато видів прокату чорних і кольорових металів.
Для робочих місць середньосерійного виробництва характерне ще більше обмеження кількості виконуваних операцій, оскільки партії виробів стабільно повторюються. Устаткування має більш високий рівень спеціалізації, 10 < kз.о.≤ 20.
Дрібносерійне виробництво — перехідна форма від одиничного виробництва до випуску продукції дрібними серіями. Виготовлення виробів або окремих деталей, як правило, не повторюється. Розмір серій нестійкий, а збут обмежений такими умовами, як замовлення або договори. З цієї причини порівняно швидко припиняється виготовлення одних видів продукції і налагоджується освоєння нових. До дрібносерійного можна віднести виробництво деяких видів прокату і сплавів спеціального призначення, невеликих партій виробів, машин, призначених для експериментування в різних умовах, тощо. Дрібносерійне виробництво відрізняється від дослідного виробництва, продукція якого, як правило, обмежується виготовленням одного зразка.
Робочі місця дрібносерійного виробництва за своїми характеристиками близькі до робочих місць одиничного виробництва з дещо меншою кількістю операцій, які на них виконуються, оскільки предмети обробляються малими партіями. Коефіцієнт закріплення операцій орієнтовно в межах 20 < kз.о.< 40.
Розділення серійного виробництва на велико-, середньо- та дрібносерійне умовне, так як у різних галузях машинобудування при одній і тій же кількості виробів у серії, але при суттєвій різниці їх розмірів, складності та трудомісткості виробництво може бути віднесене до різних типів. За рівнем механізації та автоматизації великосерійне виробництво наближається до масового, а дрібносерійне до одиничного.

## Технологічна підготовка та організація серійного виробництва
Технологічна підготовка виробництва полягає в тому, щоб на підставі конструкторської документації забезпечити комплексну розробку технологічних процесів виготовлення нової конструкції машини на всіх стадіях виробництва і повністю підготувати машинобудівний завод до випуску нової машини. Головною і найбільш відповідальною частиною підготовки виробництва є проєктування технологічних процесів і конструювання засобів технологічного оснащення. У багатьох випадках технологічну підготовку виробництва ведуть паралельно з розробкою конструкторської документації.
Технологічна підготовка виробництва включає:
- відпрацювання конструкції на технологічність;
- розробка технологічних процесів виготовлення та контролю заготовок і деталей, складання вузлів, а також допоміжних робіт, починаючи з отримання вихідних матеріалів та заготовок і закінчуючи упаковуванням готової продукції;
- типізація і нормалізація технологічних процесів, в тому числі з використанням групової або модульної технології і технологічного оснащення;
- встановлення технічних норм часу на виготовлення, норм витрат матеріалів і технологічного оснащення;
- проєктування спеціального і нормалізованого інструменту, пристосувань, штампів та іншого технологічного оснащення;
- виготовлення і доведення запроєктованого технологічного оснащення;
- проєктування і виготовлення спеціального технологічного обладнання, приладів, засобів механізації й автоматизації основних і допоміжних виробничих процесів, транспортних засобів і нестандартизованого обладнання, пов'язаних із технологічним процесом і організацією робочих місць;
- розрахунок необхідного обладнання і планування його розміщення;
- розрахунок виробничої потужності цехів, ділянок, ліній;
- доведення технологічних процесів для впровадження запроєктованих режимів оброблення, а також налагодження.